# Saint-Sulpice-de-Grimbouville
Pour les articles homonymes, voir Saint-Sulpice.
Saint-Sulpice-de-Grimbouville (anciennement Saint-Sulpice-de-Graimbouville) est une commune française située dans le département de l'Eure, en région Normandie.

## Géographie

### Localisation
La commune est dans l'espace naturel de la vallée de la Risle maritime. Les marais de Saint-Sulpice font partie du parc naturel régional des Boucles de la Seine normande.
| Foulbec      | Foulbec Bouquelon             | Bouquelon    |
| Saint-Maclou | Saint-Sulpice-de-Grimbouville | Bouquelon    |
| Toutainville | Toutainville                  | Toutainville |

### Hydrographie
La commune est située dans le bassin Seine-Normandie. Elle est drainée par la Risle,.
La Risle, d'une longueur de 145 km, prend sa source dans la commune de Planches et se jette  dans la Seine à Berville-sur-Mer, après avoir traversé 52 communes.

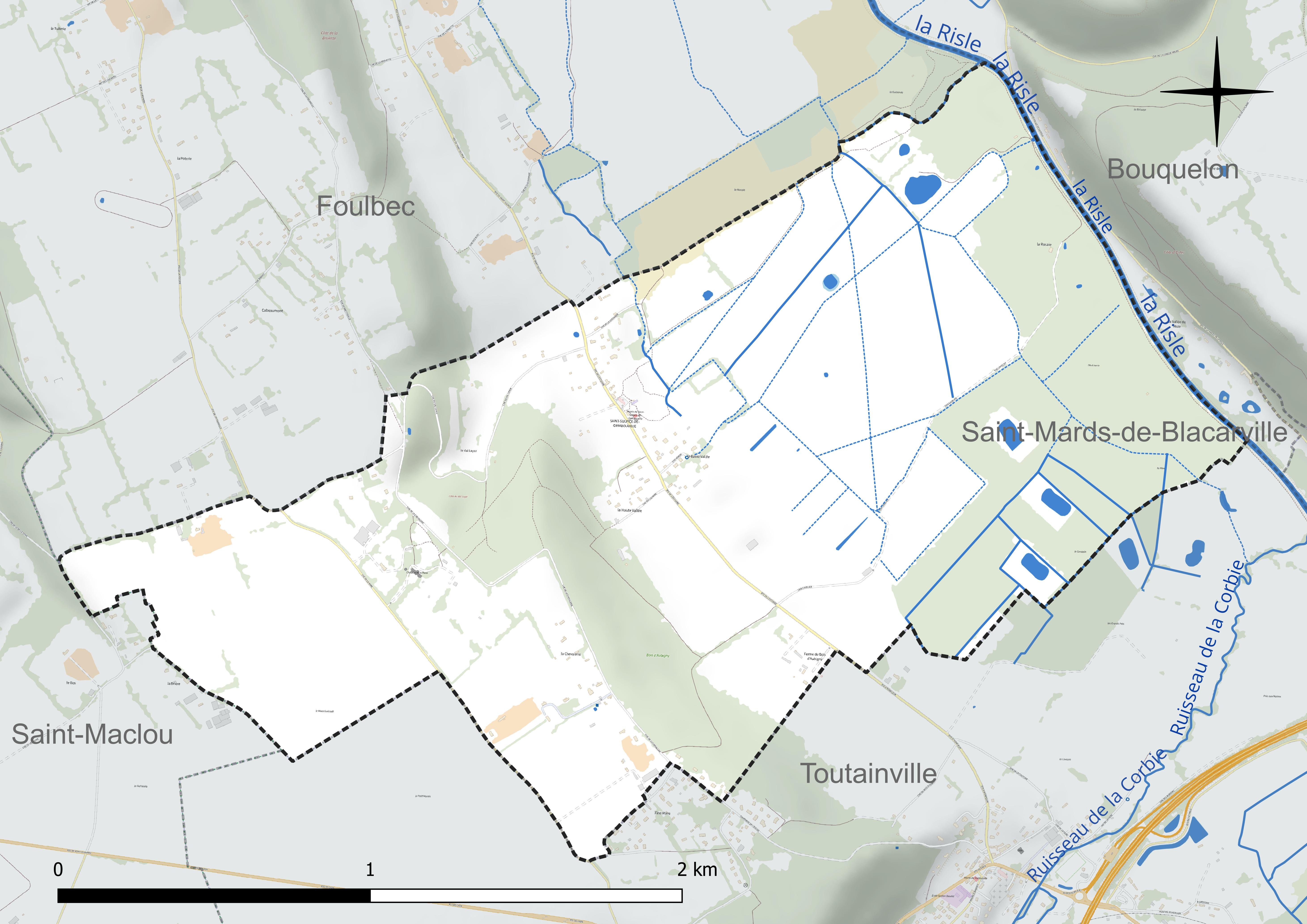
Réseau hydrographique de Saint-Sulpice-de-Grimbouville.

### Climat
Pour des articles plus généraux, voir Climat de la Normandie et Climat de l'Eure.
En 2010, le climat de la commune est de type climat océanique franc, selon une étude du CNRS s'appuyant sur une série de données couvrant la période 1971-2000. En 2020, Météo-France publie une typologie des climats de la France métropolitaine dans laquelle la commune est exposée à un climat océanique et est dans la région climatique  Côtes de la Manche orientale, caractérisée par un faible ensoleillement (1 550 h/an) ; forte humidité de l’air (plus de 20 h/jour avec humidité relative > 80 % en hiver), vents forts fréquents. Parallèlement le GIEC normand, un groupe régional d’experts sur le climat, différencie quant à lui, dans une étude de 2020, trois grands types de climats pour la région Normandie, nuancés à une échelle plus fine par les facteurs géographiques locaux. La commune est, selon ce zonage, exposée à un « climat contrasté des collines », correspondant au Pays d’Auge, Lieuvin et Roumois, moins directement soumis aux flux océaniques et connaissant toutefois des précipitations assez marquées en raison des reliefs collinaires qui favorisent leur formation.
Pour la période 1971-2000, la température annuelle moyenne est de 11 °C, avec  une amplitude thermique annuelle de 13 °C. Le cumul annuel moyen de précipitations est de 843 mm, avec 12,5 jours de précipitations en janvier et 8,2 jours en juillet. Pour la période 1991-2020, la température moyenne annuelle observée sur la station météorologique la plus proche, située sur la commune de Boulleville à 4 km à vol d'oiseau, est de 11,3 °C et le cumul annuel moyen de précipitations est de 851,2 mm,. Pour l'avenir, les paramètres climatiques de la commune estimés pour 2050 selon différents scénarios d’émission de gaz à effet de serre sont consultables sur un site dédié publié par Météo-France en novembre 2022.

### Milieux naturels et biodiversité
La commune fait partie du parc naturel régional des Boucles de la Seine normande.

## Urbanisme

### Typologie
Au 1er janvier 2024, Saint-Sulpice-de-Grimbouville est catégorisée commune rurale à habitat dispersé, selon la nouvelle grille communale de densité à 7 niveaux définie par l'Insee en 2022.
Elle est située hors unité urbaine. Par ailleurs la commune fait partie de l'aire d'attraction de Pont-Audemer, dont elle est une commune de la couronne,. Cette aire, qui regroupe 34 communes, est catégorisée dans les aires de moins de 50 000 habitants,.

### Occupation des sols
L'occupation des sols de la commune, telle qu'elle ressort de la base de données européenne d’occupation biophysique des sols Corine Land Cover (CLC), est marquée par l'importance des territoires agricoles (69,2 % en 2018), en diminution par rapport à 1990 (87,8 %). La répartition détaillée en 2018 est la suivante : 
prairies (47,5 %), forêts (23 %), terres arables (21,8 %), milieux à végétation arbustive et/ou herbacée (7,8 %). L'évolution de l’occupation des sols de la commune et de ses infrastructures peut être observée sur les différentes représentations cartographiques du territoire : la carte de Cassini (XVIIIe siècle), la carte d'état-major (1820-1866) et les cartes ou photos aériennes de l'IGN pour la période actuelle (1950 à aujourd'hui).

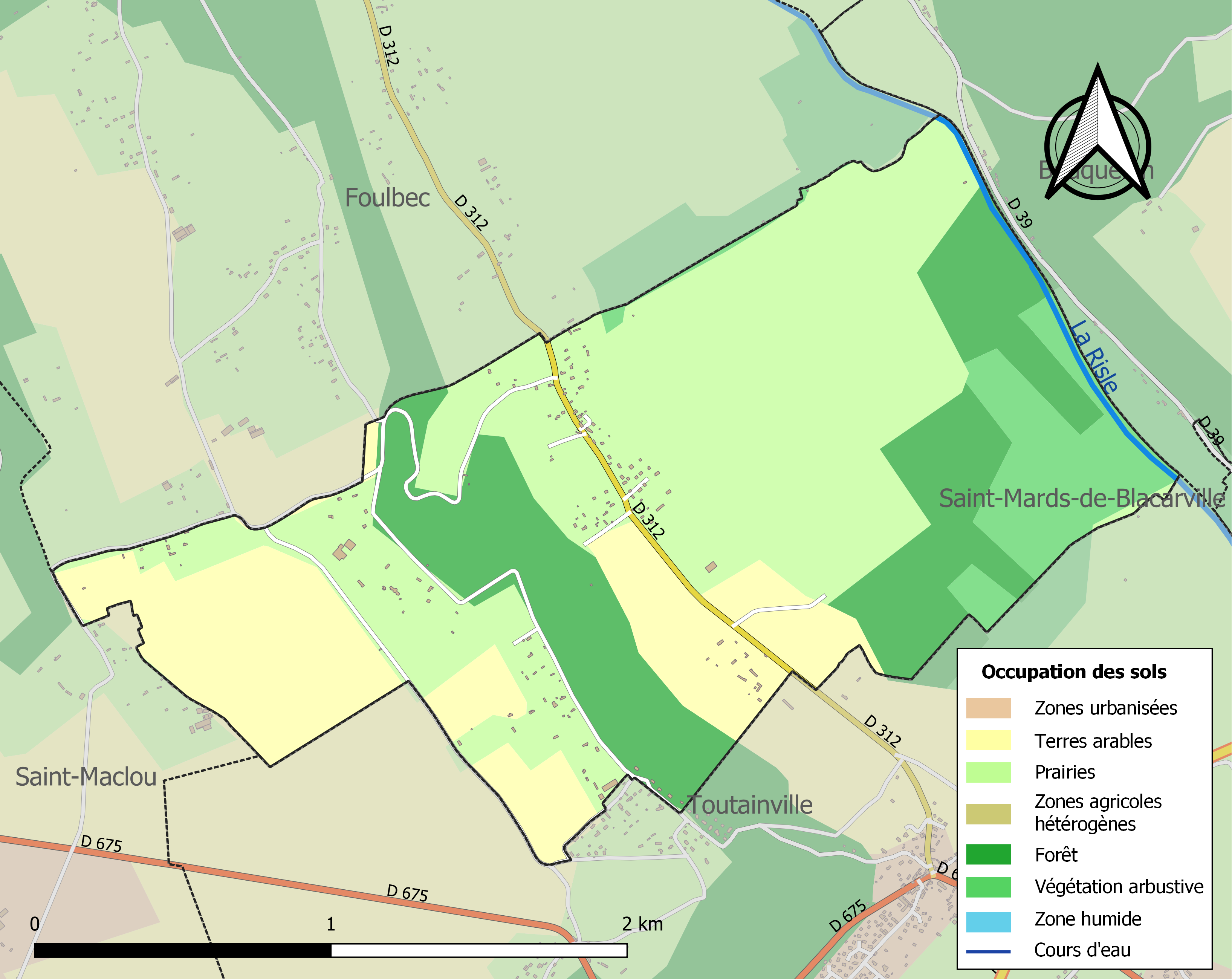
Carte des infrastructures et de l'occupation des sols de la commune en 2018 (CLC).

## Toponymie
Le nom de la localité est attesté sous les formes Grinbordi villam (=Grinboldi villam) vers 1040; Grimboldi villam au XIIe siècle (cartulaires de l'abbaye de Préaux); Sanctus Sulpitius de Graimbouville au XIIIe siècle, Saint Soupplice en 1320 (archives nationales), Sanctus Supplicius de Grimbouvilla  en 1324 (cartulaire de Préaux), Saint Suplix en 1722 (Masseville).
La commune portait officiellement, jusqu'au décret du 14 mars 1991, le nom de Saint-Sulpice-de-Graimbouville (avec un a supplémentaire à Grim- ). On rencontre encore fréquemment cette orthographe dans divers documents non réactualisés. Le changement de graphie a été opéré pour être en conformité avec l'étymologie ancienne de la commune, attestée sous la forme latinisée de Grimboldi villam au XIIe siècle.
Saint-Sulpice est un hagiotoponyme, ce lieu et son église sont voués à Sulpice le Pieux.
Grimbouville: Il s'agit d'une formation médiévale en -ville au sens ancien de « domaine rural » dont le premier élément Grimbou- représente le nom de personne germanique continental ou anglo-saxon Grimboldus (comprendre Grimbold). L'hypothèse anglo-scandinave est préférable, Grimbouville étant situé dans la zone de diffusion des toponymes norrois et anglo-saxons au Xe siècle.
Homonymie avec Graimbouville, commune du pays de Caux, également localisée dans la zone de diffusion des toponymes anglo-scandinaves. À noter qu'il n'existe apparemment pas hors de Normandie. L'élément grim, ayant servi à composer ce nom de personne est fréquemment attesté dans l'anthroponymie norroise sous la forme Grimr (islandais moderne Grimur, prénom) et en latin dans les documents de l'époque ducale sous la forme Grinius. Une grande partie des Grainville, ainsi que Grimbosq est constituée avec ce nom de personne. On le retrouve en composé dans Valcongrain issu de « val » Kolgrimr, ainsi que dans Lingreville (Legrinvilla 1056 - 1066) issu de Leodgrimr ou Leofgrimr. L'élément -bold est quant à lui plutôt germanique continental et anglo-saxon.
Le patronyme Grimbold, rarissime, est également attesté en Alsace et est aussi un personnage de J. R. R. Tolkien.

## Histoire
Terre de Grimbold au XIe siècle, citée dans les cartulaires de l'abbaye de Préaux, elle avait été donnée à celle-ci par Honfroy de vieilles, nanties en 1150 d'une chapelle érigée en paroisse en 1350.[réf. nécessaire]

## Politique et administration
| Période                                  | Période          | Identité            | Étiquette | Qualité              |
| ---------------------------------------- | ---------------- | ------------------- | --------- | -------------------- |
| Les données manquantes sont à compléter. |                  |                     |           |                      |
|                                          |                  |                     |           |                      |
| mars 1989                                | 7 septembre 2016 | Jean-Marc Leprevost | DVD       | Agriculteur retraité |
| 09/2016                                  | En cours         | Julien Dagry        | SE        |                      |
| Les données manquantes sont à compléter. |                  |                     |           |                      |

## Démographie
L'évolution du nombre d'habitants est connue à travers les recensements de la population effectués dans la commune depuis 1793. Pour les communes de moins de 10 000 habitants, une enquête de recensement portant sur toute la population est réalisée tous les cinq ans, les populations de référence des années intermédiaires étant quant à elles estimées par interpolation ou extrapolation. Pour la commune, le premier recensement exhaustif entrant dans le cadre du nouveau dispositif a été réalisé en 2008.

En 2022, la commune comptait 156 habitants, en évolution de −10,34 % par rapport à 2016 (Eure : −0,25 %, France hors Mayotte : +2,11 %).
| 1793 | 1800 | 1806 | 1821 | 1831 | 1836 | 1841 | 1846 | 1851 |
| ---- | ---- | ---- | ---- | ---- | ---- | ---- | ---- | ---- |
| 185  | 198  | 219  | 123  | 242  | 170  | 161  | 168  | 156  |

| 1856 | 1861 | 1866 | 1872 | 1876 | 1881 | 1886 | 1891 | 1896 |
| ---- | ---- | ---- | ---- | ---- | ---- | ---- | ---- | ---- |
| 134  | 142  | 143  | 124  | 128  | 105  | 112  | 109  | 109  |

| 1901 | 1906 | 1911 | 1921 | 1926 | 1931 | 1936 | 1946 | 1954 |
| ---- | ---- | ---- | ---- | ---- | ---- | ---- | ---- | ---- |
| 84   | 87   | 91   | 106  | 101  | 95   | 87   | 94   | 93   |

| 1962 | 1968 | 1975 | 1982 | 1990 | 1999 | 2006 | 2008 | 2013 |
| ---- | ---- | ---- | ---- | ---- | ---- | ---- | ---- | ---- |
| 109  | 83   | 95   | 136  | 159  | 142  | 170  | 178  | 180  |

| 2018 | 2022 | - | - | - | - | - | - | - |
| ---- | ---- | - | - | - | - | - | - | - |
| 160  | 156  | - | - | - | - | - | - | - |

## Culture locale et patrimoine

### Lieux et monuments
Saint-Sulpice-de-Grimbouville compte plusieurs édifices inscrits à l'inventaire général du patrimoine culturel :
- l'église Saint-Sulpice (XIIe, XIVe et XVIIIe)[25]. Cette église conserve des baies des XIVe et XVe siècles et un arc en plein-cintre d'époque romane, mais l'ensemble a été reconstruit à l'époque classique[26] ;
- le cimetière possède un arbre remarquable : un if funéraire[27] vieux de 800 ans environ ;
- le château de la Mare (XVIe (?) et XVIIIe)[28] ;
- le manoir de la Ferme du Bois (XVIIe et XVIIIe)[29] ;
- une ferme des XVIIe et XIXe siècles[30].

Autre lieu :
- l'actuelle mairie est abritée par une construction médiévale en colombages et couverte de chaume datant de 1420 environ. Bâtie sous la domination anglaise durant la guerre de Cent Ans, elle a été déplacée d'une dizaine de kilomètres et reconstruite après restauration sur son lieu actuel. Il s'agit vraisemblablement de la porterie monumentale d'un ouvrage, manoir ou château, encore plus important. Au bord de la route de Pont-Audemer subsiste encore l'ancienne mairie du XIXe siècle actuellement en ruine.

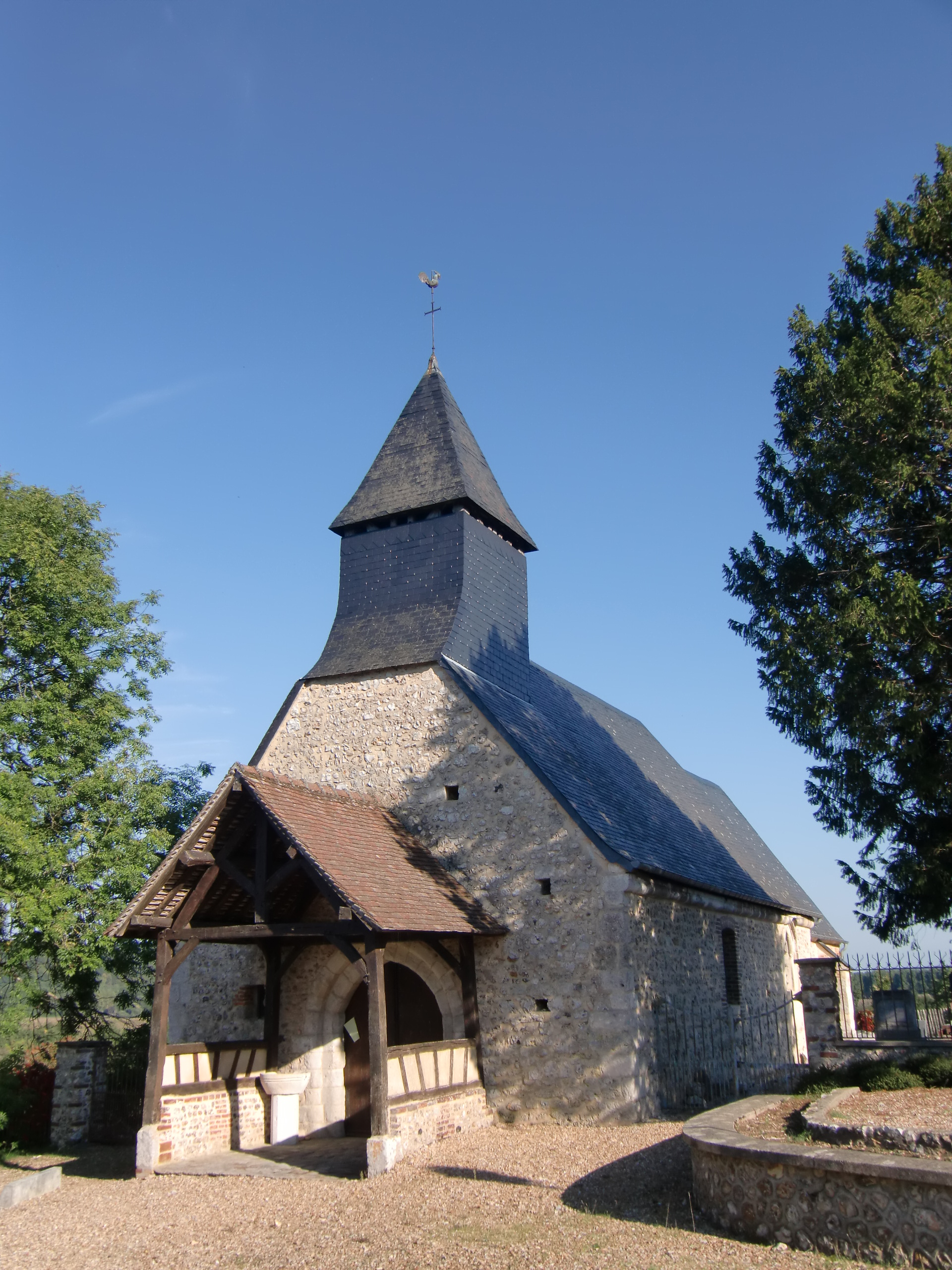
Église Saint-Sulpice : façade avec porche normand et if à droite.
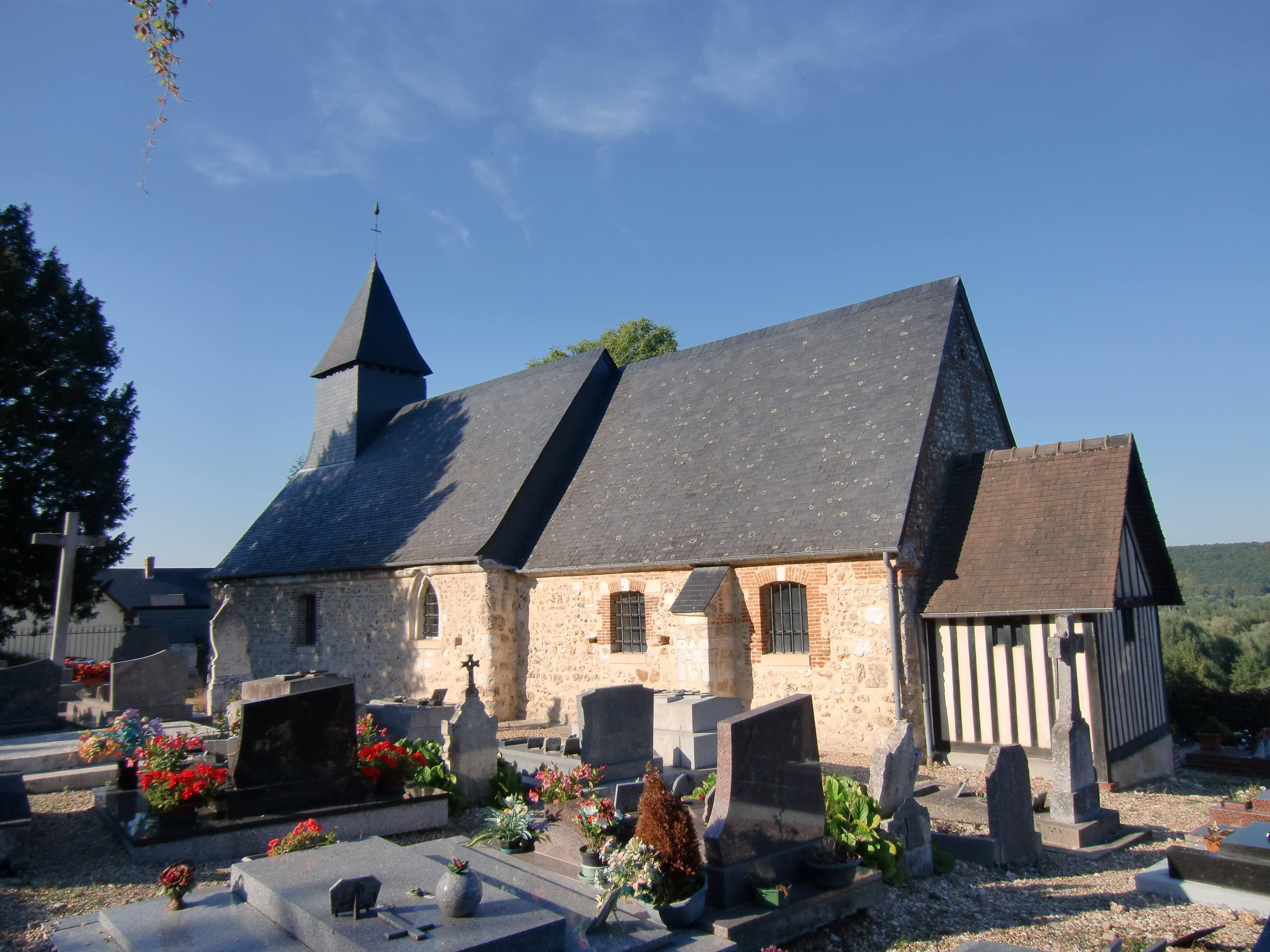
Église Saint-Sulpice : vue du sud avec sacristie à colombages.
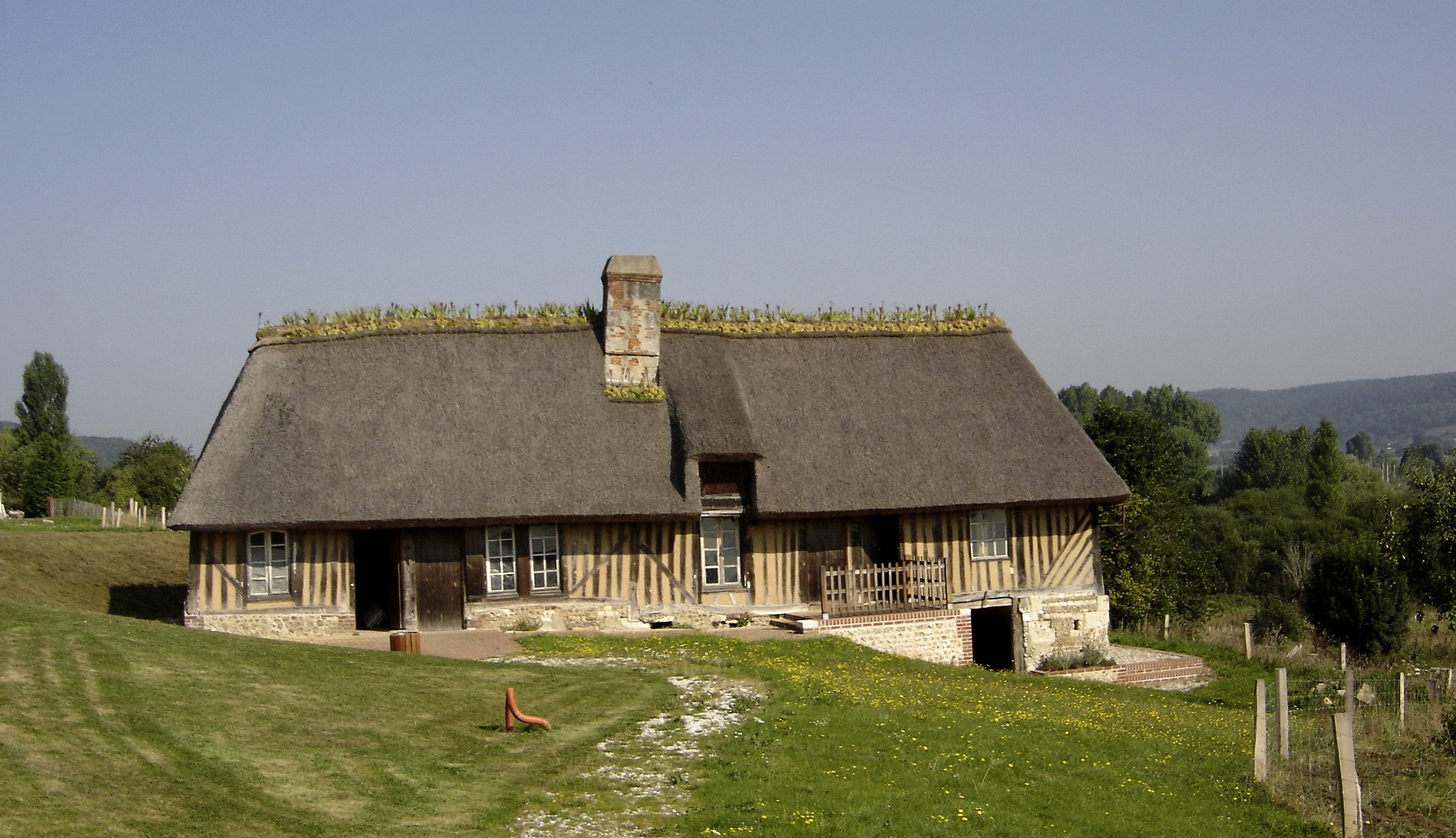
Chaumière traditionnelle à colombages.

### Patrimoine naturel

#### Zone humide protégée par la convention de Ramsar
- Marais Vernier et Vallée de la Risle maritime[31].

#### Parc naturel
- Parc naturel des boucles de la Seine normande[32].

#### Terrain acquis par le conservatoire du littoral
- Risle Maritime[33].

#### Natura 2000
- Marais Vernier, Risle Maritime[34].
- Estuaire et marais de la Basse-Seine[35].

#### ZNIEFF de type 1
- Les prairies alluviales de la basse vallée de la Risle[36].

#### ZNIEFF de type 2
- La basse vallée de la Risle et les vallées conséquentes de Pont-Audemer à la Seine[37].

#### Site classé
- L'avenue de Hêtres,  Site classé (1940)[38]. Cette avenue, composée de 76 arbres, borde la propriété de la Mare, appelée chemin du Roi-Louis.